# Joseph Engelberger
Joseph Frederick Engelberger (Nova Iorque, 26 de julho de 1925 – Newtown, Connecticut, 1 de dezembro de 2015) foi um engenheiro estadunidense, conhecido como o "pai da robótica".

## Vida
Filho de Joseph H. Engelberger (Senior) e sua mulher Irene, com nome de solteira Kolb, imigrados da Alemanha para os estados Unidos.

De 1942 a 1946 serviu na Marinha dos Estados Unidos, participando nos testes nucleares da Operação Crossroads no Atol de Bikini Estudou na Universidade Columbia obtendo o diploma de físico em 1946, com um mestrado em eletrotécnica em 1949. De 1946 a 1956 trabalhou na Manning Maxwell & Moore. Em 1957 fundou a Consolidated Controls Corporation.
Com George Devol fundou em 1961 em Danbury (Connecticut) a firma Unimation Inc., onde desenvolveu o primeiro robô industrial, o Unimate.